# Mary Seymour Howell
Pour les articles homonymes, voir Seymour (patronyme) et Howell.
Mary Catherine Seymour Howell (29 août 1844 - 18 février 1913) est une dirigeante, conférencière et militante pour le droit de vote des femmes aux États-Unis. Elle est l'autrice du projet de loi donnant le droit de vote aux femmes dans l'État de New York qui est adopté en 1892.

## Jeuness et éducation
Mary Seymour Howell est née dans la ville de Mount Morris, dans l'état de New York, le 29 août 1844. Elle est la fille unique de Norman et Frances Metcalf Seymour, qui sont des membres éminents de la communauté locale de la région. Elle est une descendante directe de la famille Seymour, bien connue à travers l'histoire anglaise grâce au représentant du groupe religieux puritain, son ancêtre, Richard Seymour, qui s'est installé dans la ville de Hartford, dans l'état du Connecticut, en 1639.
Elle reçoit une éducation classique de son rang, fréquentant les écoles locales de Mt. Morris avant d'obtenir son diplôme du Genesee Wesleyan Seminary dans la ville de Lima à New York.

## Carrière
Elle consacre beaucoup de temps à l’enseignement supérieur de l'État de New York et travaille pour la cause de la tempérance. En 1883, elle s’intéresse à la question concernant le droit de vote des femmes. Howell est surtout reconnue dans le mouvement pour ses talents d'oratrice. Sous la direction de quelques bureaux de conférences, elle donne de nombreuses conférences sur l'histoire et la littérature, s'adressant à des publics dans de nombreuses villes et villages du Nord et de l'Ouest de son état, ainsi que dans le Nouvelle-Angleterre.
Elle plaide à plusieurs reprises la cause des femmes devant les commissions des assemblées législatives des États et du Congrès. Howell est la première femme à demander à parler devant la Chambre des représentants du Connecticut. En 1890, elle prononce un discours devant la classe de finissants du South Dakota College. Dans les années 1890, elle s'exprime au Kansas et dans les Dakotas avec sa collègue, la défenseure nationale du suffrage féminin Susan B. Anthony, originaire de Rochester, New York. Elle est nommée en 1891 par Elizabeth Cady Stanton, présidente de la National American Woman Suffrage Association, pour représenter cet organisme au Conseil national des femmes des États-Unis à Washington, DC Howell et Anthony font une tournée dans l'État de New York en 1894, présentant à la convention constitutionnelle de l'État une « pétition monstrueuse pour le suffrage » . Elle est également conférencière nationale pour la Women's Christian Temperance Union (WCTU).

## Vie personnelle
En 1869, elle se marie à un homme dénommé George Rogers Howell de l'ile du Long Island. Il est employé à la Bibliothèque de l'État de New York, où il occupe pendant un certain temps le poste de bibliothécaire d'État, et meurt en 1889 dans la ville d'Albany, où ils résident. Le seul enfant de George Howell et de Mary Seymour Howell, Seymour Howell, est décédé durant sa première année à l'Université Harvard, le 9 mars 1891.

### Apparition
La Société américaine pour la recherche psychique (1913) publie ce « Récit d'une apparition qui est apparue à Mary Seymour Howell en 1871 » : 
En l'an 1865, j'avais un amant nommé John A. Broadhead. En raison de plusieurs circonstances, j'ai été obligée de le quitter, bien que j'y fusse profondément attachée. Lorsqu'il a compris qu'il ne pourrait pas m'épouser, il a quitté la ville de Mount Morris, où je vivais, mais avant de partir, il m'a dit : « Mary, je pense que cette séparation me tuera, mais si je meurs et qu'un esprit peut revenir sur terre, je viendrai à toi. » Je lui ai répondu : « Oh, non, ne fais pas ça, cela me terrifierait affreusement. » Il répliqua : « Non, cela ne te ferait pas peur, car je viendrais si paisiblement que tu n’aurais aucune crainte. »  
En 1868, j'ai épousé George R. Howell, un ministre presbytérien qui connaissait toute mon affection pour John Broadhead. En avril 1871, je rendais visite à mon ancien foyer avec mon mari et mon petit garçon. Un dimanche après-midi, vers une heure (je pense que c'était le 12 avril), j'étais assise dans le salon de la maison de mon père, mon bébé dans les bras, sur le long canapé d'époque sur lequel je m’étais si souvent assise avec mon ancien amour. Mon mari était assis de l'autre côté de la pièce, le dos tourné vers moi, en train de lire. Le canapé était inhabituellement long et j'étais installée à l’une de ses extrémités, près d’une porte donnant sur le hall.  
Soudain, je sentis une pression contre mon genou et ma jambe, comme si quelqu'un s'était approché très près de moi. Je levai les yeux, m'attendant à voir l’un de mes frères, mais à ma grande surprise, je vis mon ancien amant, John Broadhead, debout à mes côtés. J'étais extrêmement troublée, car il vivait dans une ville éloignée. Je ne l'avais pas vu depuis 1865, et je trouvais inadmissible qu'il entre ainsi, sans prévenir, dans la maison de mon père. Il ne me vint même pas à l'esprit qu'il pouvait être mort. J'observai chaque détail de sa tenue et me souviens encore distinctement de la cravate noire et blanche qu'il portait. Avant que je puisse parler, il leva la main droite et me dit, d’une voix lente et douce : « Reste très calme, Mary. Je suis ce qu'ils appellent mort. Je suis décédé dans l’Ouest il y a exactement trois semaines. » Puis, levant la main gauche, il désigna un journal posé à l'autre bout du canapé, à environ un mètre de moi, et ajouta : « Tu trouveras l’annonce de ma mort dans ce journal. » Puis, sans bouger le moindre muscle, il disparut sous mon regard.  
Je n'avais pas du tout peur, mais j'étais bouleversée par le choc d’apprendre soudainement sa mort. Car, bien que j'aimasse mon mari, je n'avais jamais complètement surmonté mes sentiments pour John Broadhead ; et si je n'avais pas eu mon bébé dans les bras, je pense que j’aurais perdu connaissance. Incapable de parler ou d’appeler mon mari, je me traînai lentement le long du canapé jusqu’à atteindre le journal qu'il m'avait désigné. C'était un exemplaire du *New York Times* encore emballé dans son enveloppe postale. Je le déchirai et, parmi les avis de décès, je trouvai cette annonce : « Décédé à Burlington, Iowa, le 22 mars 1871, John A. Broadhead, de cette ville, à l'âge de 34 ans. »  
Je ne peux pas affirmer avec certitude qu'il s'agissait du *New York Times*, ni en donner la date exacte, mais je suis certaine que c'était un journal de New York, et je pense que c'était bien le *Times*. Je ne sais pas comment il s'était retrouvé là, car nous ne recevions pas ce journal, mais il y avait eu une convention de ministres dans le village, et plusieurs d’entre eux avaient été logés chez mon père. Il se pourrait que ce journal ait été adressé à l’un d’eux.  

## Citations
1. ↑  « Mary Howell », Western New York Suffragists, Rochester Regional Library Council, 19 décembre 2014 (consulté le 30 mai 2017)
2. ↑  « Mary S. Howell », Waymarking.com (consulté le 30 mai 2017)
3. 1 2 3 4 5  Willard et Livermore 1893, p. 397.
4. 1 2  « Pioneer of Suffragism Dies in Mt. Morris », Buffalo Courier,‎ 20 février 1913
5. ↑  « Mrs. Mary S. Howell Dead at Mt. Morris », Batavia Daily News,‎ 19 février 1913
6. ↑  Eagle 1894, p. 679-81.
7. ↑  American Society for Psychical Research 1913, p. 124.

### Attribution
- Cet article contient des extraits d'une publication dont le contenu se trouve dans le domaine public. American Society for Psychical Research, Journal of the American Society for Psychical Research, vol. 7, American Society for Psychical Research, 1913, Public domain éd. (lire en ligne)
- Cet article contient des extraits d'une publication dont le contenu se trouve dans le domaine public. Mary Kavanaugh Oldham Eagle, The Congress of Women Held in the Woman's Building: World's Columbian Exposition, Chicago, U.S.A., 1893, vol. 2, W.B. Conkey Company, 1894, Public domain éd. (lire en ligne)
- Cet article contient des extraits d'une publication dont le contenu se trouve dans le domaine public. Frances Elizabeth Willard et Mary Ashton Rice Livermore, A Woman of the Century: Fourteen Hundred-seventy Biographical Sketches Accompanied by Portraits of Leading American Women in All Walks of Life, Moulton, 1893, Public domain éd. (lire en ligne), « Mary Seymour Howell »